# Abbazia delle Dune
L'abbazia delle Dune (in francese abbaye des Dunes, in fiammingo Abdij Ten Duinen), intitolata a Nostra Signora, è un antico monastero cistercense maschile delle Fiandre occidentali.

## Storia
Le sue origini risalgono al 1107 quando un tale Léger si ritirò a condurre vita eremitica nei pressi di Koksijde, all'epoca in diocesi di Thérouanne: attorno a lui si raccolse presto una comunità di discepoli che diedero inizio a un cenobio il quale, attorno al 1120, si unì alla congregazione di Savigny.
Folco, succeduto a Léger come superiore della comunità, nel 1127 trasferì il monastero in un luogo vicino più idoneo; Folco sottomise l'abbazia a quella cistercense di Chiaravalle e vi si ritirò sotto la direzione dell'abate Bernardo, che lo sostituì alla guida delle Dune con il suo discepolo Roberto, originario di Bruges.
Sotto il governo dell'abate Roberto, verso il 1140, l'abbazia delle Dune ebbe la sua prima filiazione a Clairmarais.
Nel 1153 Roberto succedette a Bernardo come abate di Chiaravalle e Idesbaldo lo sostituì alla guida dell'abbazia delle Dune: sotto la giuda di Idesbaldo l'abbazia conobbe una notevole fioritura economica, creò grange e acquisì pascoli e greggi, specializzandosi nella produzione di lana.
L'abate Elia promosse la ricostruzione del monastero, che venne portata a termine nel 1237. L'abate delle Dune era anche a capo delle wateringues, ovvero presiedeva alla manutenzione di dighe e chiuse.
L'abbazia fu danneggiata nelle guerre con Inghilterra e Francia, devastata nella rivolta del 1566 e saccheggiata dai calvinisti nel 1578: gli edifici furono demoliti e il materiale fu riutilizzato per la fortificazione dei bastioni di Dunkerque. La comunità monastica trovò rifugio prima nella grangia della Bogaerde e poi a Bruges, dove il loro monastero divenne poi sede del seminario maggiore.
A partire dal 1949 sono stati intrapresi degli scavi archeologici che hanno portato al rinvenimento dei primi strati delle mura della duecentesca chiesa abbaziale.